# Pedro Meier

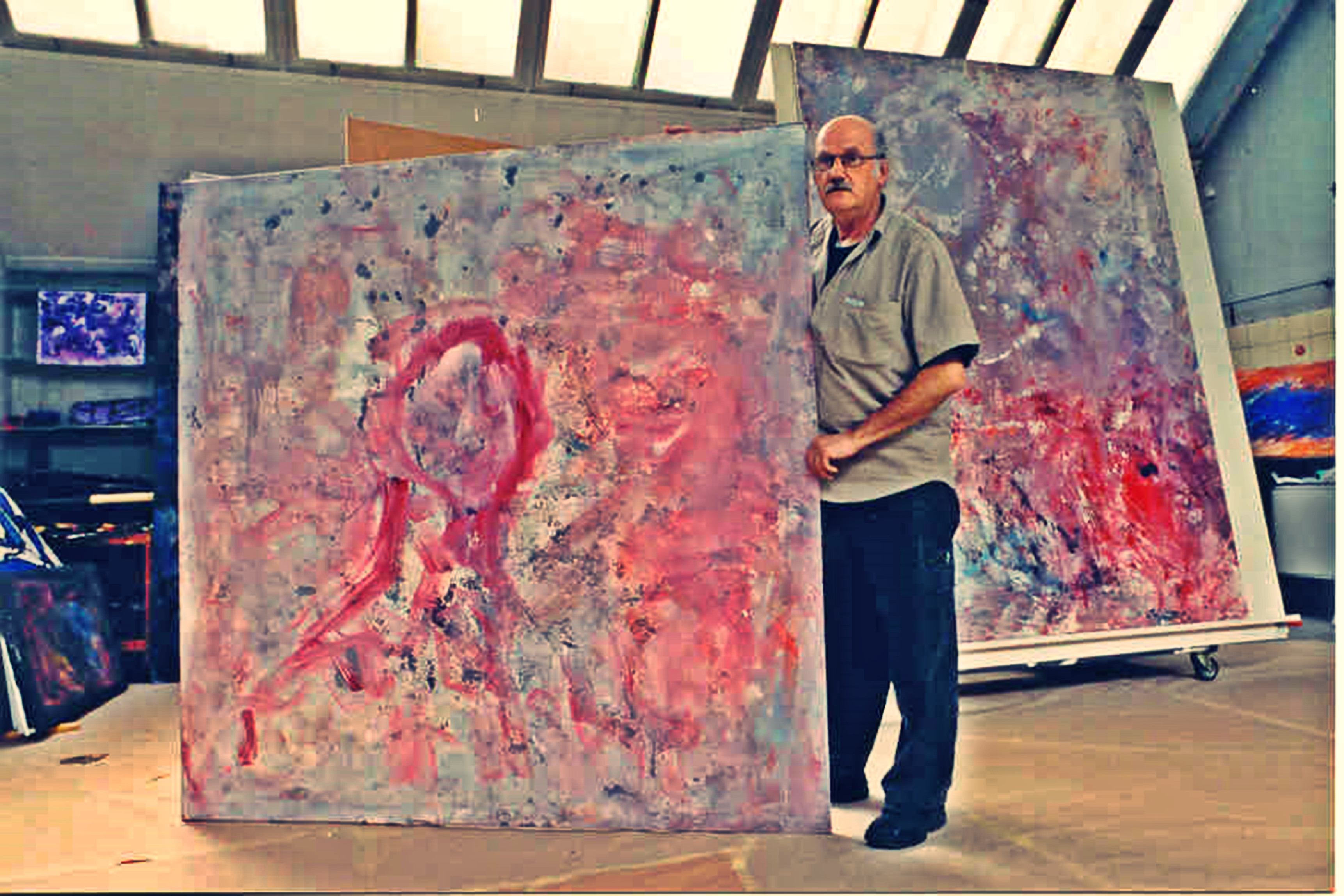
1999, Pedro Meier Multimedia Artist. Work in Progress

Pedro Meier (* 20. Dezember 1941 als Peter Meier in Wangen an der Aare) ist ein Schweizer Künstler. Sein Werk umfasst Malerei, Druckgrafik, Bildhauerei, Objektkunst sowie Lyrik und allgemein Literatur.

## Leben und Werk

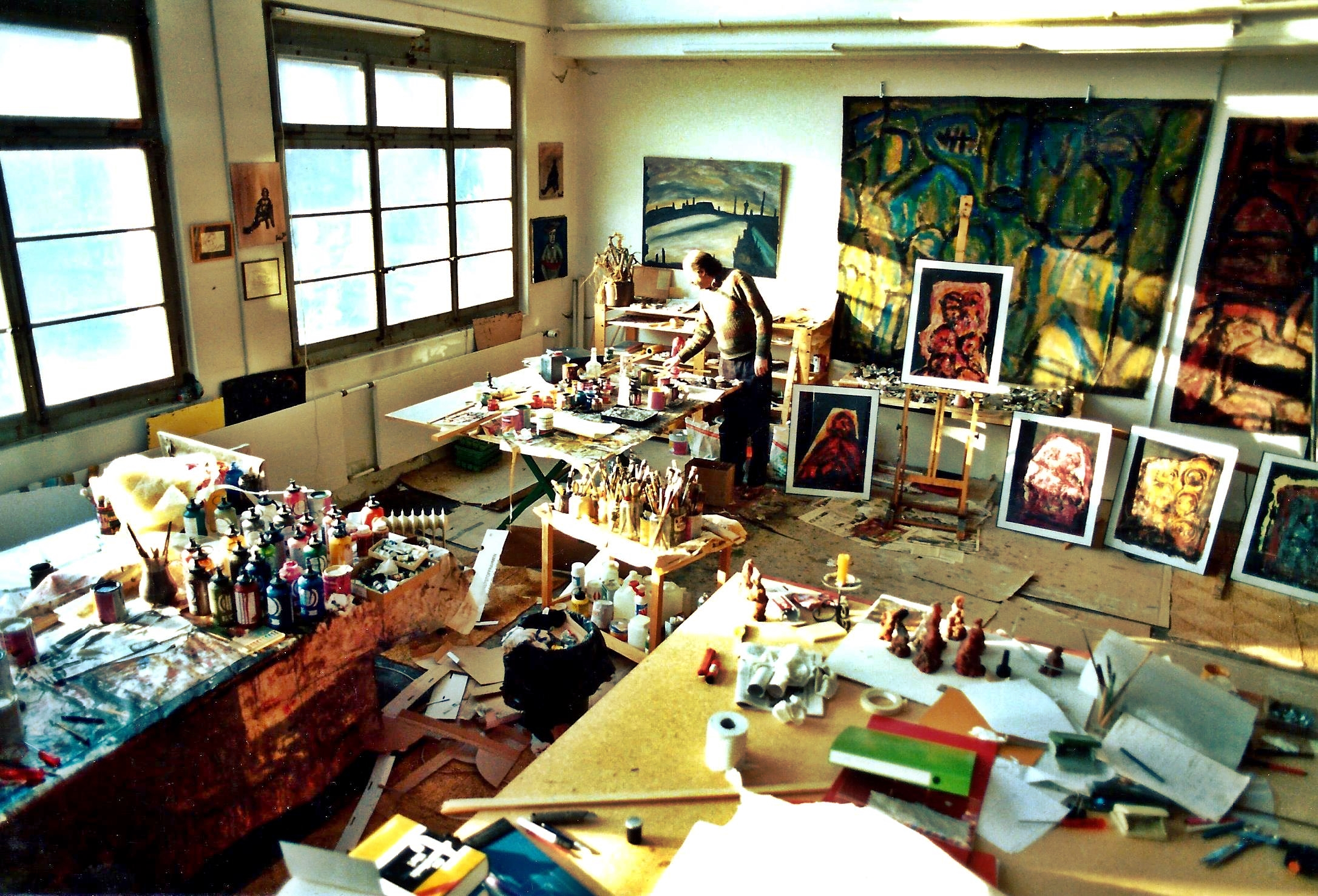
1996, Pedro Meier Atelier Impression «Work in Progress»

Pedro Meier ist der Sohn des Schriftstellers Gerhard Meier und der Dora Meier. Seine Schwestern sind die Spielpädagogin und Buchautorin Susanne Stöcklin-Meier und Ruth Scheidegger-Meier. Meier wuchs in Niederbipp auf. Er studierte Literatur und Kunst in Neuenburg, Bern und Zürich. Später absolvierte er eine Buchhändlerlehre in Solothurn. Danach führte er bis 1974 sein eigenes Buchantiquariat in Zürich. 1963 schuf Meier erste Bilder und Plastiken. 1969 unternahm Meier erste Asienreisen und entdeckte für sich Thailand. In der Folge führte er mit einem Freund ein Restaurant in Bangkok. Weitere Reisen führten ihn in die Türkei, nach Ägypten, Brasilien, Alaska, Island, Sibirien, Indien, Japan, in den Libanon, nach Mexiko, in die USA, nach Australien, in die Karibik und die Südsee. 
Seit 1979 widmet er sich ausschliesslich der Malerei und pendelt zwischen seinen Ateliers in der Schweiz und Thailand. 2001 vernichtete ein Brand sein Atelier in Roggwil und nahezu alle Kunstwerke, Fotos, Texte, Manuskripte, Notizbücher sowie seine umfangreiche Büchersammlung.

## Publikationen (Auswahl)
- Unter dem Maulbeerbaum. Gedichte. Elephant Press, Bangkok 1986, ISBN 974-7315-06-2 (formal falsch).
- Werke – Paintings – 1979–1981. Monographie und Werkverzeichnis der frühen Bilder, Deutsch, Englisch, Thai. Elephant Press, Bangkok 1987, ISBN 974-7315-06-8.
- Gerhard Meier – Gedichte. Künstlerbuch / Artist‘s Book. Zum 70. Geburtstag von Gerhard Meier, hrsg. und illustriert mit 12 Sepia-Lithographien von Pedro Meier, Elephant Press, Bangkok 1987, ISBN 978-3-518-06882-3.
- Anna Blume – Merz – Paraphrasen zu Kurt Schwitters. Künstlerbuch. Amrain-Verlag, Niederbipp 2017.
- Parallelwelten – Wasteland Factory oder Der Garten der Lüste. Lyrik und Mauerspuren. Publikation Galerie Löiegruebe Solothurn. Amrain Books Literatur Verlag, Niederbipp 2020, ISBN 978-3-9525246-0-2.
- Das Gewicht des Schattens im Sonnenschein. Gedichte und Polaroids. Streifzüge durch Berlin. Verlag Königshausen & Neumann, Würzburg 2020, ISBN 978-3-8260-7110-2.
- Der Himmel über UTOPIA. Gedichte und Polaroids. Streifzüge durch New York. 128 Seiten, 55 Illustrationen, Caracol Verlag der Autorinnen & Autoren, Lyrik, Lektorat Irène Bourquin, WortArt Bd. 7, 8532 Warth TG, August 2024, ISBN 978-3-907296-35-6.

## Anthologien (Auswahl)
- Berner Krimis, eine Anthologie des Berner Schriftstellerinnen und Schriftsteller Vereins, Beitrag von Pedro Meier: Die Ermordung von Albert Einstein, ein surrealer Kriminalroman, gekürzte Fassung, Bern, Verlag Tredition, Hamburg 2021, ISBN 978-3-347-26314-7.[2]
- 365 Tage Liebe, Anthologie, Gedichte, Hrsg. Rüdiger Heins, Bingen, Verlag Edition Maya, Berlin 2022, ISBN 978-3-930758-80-7.
- Poesie Agenda 2023, Lyrik Anthologie, Hrsg.: Jolanda Fäh und Susanne Mathies, Orte Verlag, Schwellbrunn 2022, ISBN 978-3-85830-306-6.
- Sommergras 145, Anthologie und Sammlung von Haiku, Tanka, Haibun, Haiga (Haiku und Bild), Renga (Japanisches Kettengedicht), Hrsg. Deutschen Haiku-Gesellschaft (DHG), gegründet von Carl Heinz Kurz, Vierteljahreszeitschrift, Periodika, Norderstedt 2024, ISBN 978-3-7578-9008-7.

## Einzelausstellungen (Auswahl)
- 1986: Thai Landscape Paintings, Narai Gallery, Bangkok, Thailand
- 1988: Bilder und Holzplastiken, Galerie Zur gelben Frau, Bremgarten AG
- 1988: Holzschnitte, Kaltnadel, Lithographien, Bären Galerie, Kunstverein Aarburg
- 1989: Selected Paintings, Nai Lert Park Gallery, Bangkok, Thailand
- 1990: Bilder und Skulpturen, Galerie Panorama, Olten
- 1990: Erinnerungen – Klassentreffen, Bären Galerie, Kunstverein Aarburg
- 1991: 700 Jahre Schweiz, (Organisator: Schweizerische Botschaft in Thailand), Montien Gallery, Bangkok, Thailand
- 1992: Aschenbilder – Neue Arbeiten, Galerie IST Ingrid Studer, Burgdorf
- 1992: Neue Bilder, Bären Galerie, Kunstverein Aarburg
- 1994: Aschenbilder, Anmerkungen zu Rembrandt, Paraphrasen, Kurator Peter Killer, Kunstmuseum Olten[3]
- 1994: Mutmassungen, Galerie IST Ingrid Studer, Burgdorf
- 1995: Hermann Burger Übermalt, Galerie Theater Tuchlaube, Aarau
- 1995: Flugbilder Atlantikflug Charles Lindbergh, Bilder der letzten 15 Jahre, Kunsthaus Grenchen[4]
- 1996: Vergessene Bilder, Galerie IST Ingrid Studer, Burgdorf
- 1997: Zwischenwelten, mit Autorenlesung Gerhard Meier und Werner Morlang, Kunsthaus Zofingen[5]
- 1997: Zurück zu den Wurzeln, Räberstöckli Kunstverein, Niederbipp
- 2001: Unruhe zur Unzeit, Galerie Kornhaus, Herzogenbuchsee
- 2003: Neue Horizonte, Galerie Alte Kirche, Kunstverein Härkingen, Eröffnung durch Madeleine Schüpfer, Kulturjournalistin, Besprechung Aargauer Zeitung[6]
- 2010: Malen ist auch ein archaisches Unterfangen, Autorenlesung Ernst Burren, Räberstöckli Kunstverein, Niederbipp[7]
- 2010: Neue Arbeiten, Kunsthalle Olten Offspace Galerie, Olten
- 2017: Work in Progress – Bilder und Skulpturen, Stiftung Franz Eggenschwiler Museum, Eriswil
- 2018: Bilder und Skulpturen, Galerie Stadthof, Bremgarten AG
- 2020: Parallelwelten. Wasteland Factory oder Der Garten der Lüste, Galerie Löiegruebe, Solothurn[8]
- 2022: Bilder & Skulpturen, Kunstraum Hinwil Chaoszentrale, Hinwil ZH

## Teilnahme an Gruppenausstellungen (Auswahl)
- 1963: Wettbewerb Eidgenössisches Kunststipendium, Skulpturen, Kunstmuseum Luzern
- 1993/1995/1998: Kunst im Oberaargau, Jahresausstellungen, Kunsthaus Langenthal
- 1993: Modern Art in Asia, Visual Dhamma Gallery, Bangkok, Thailand

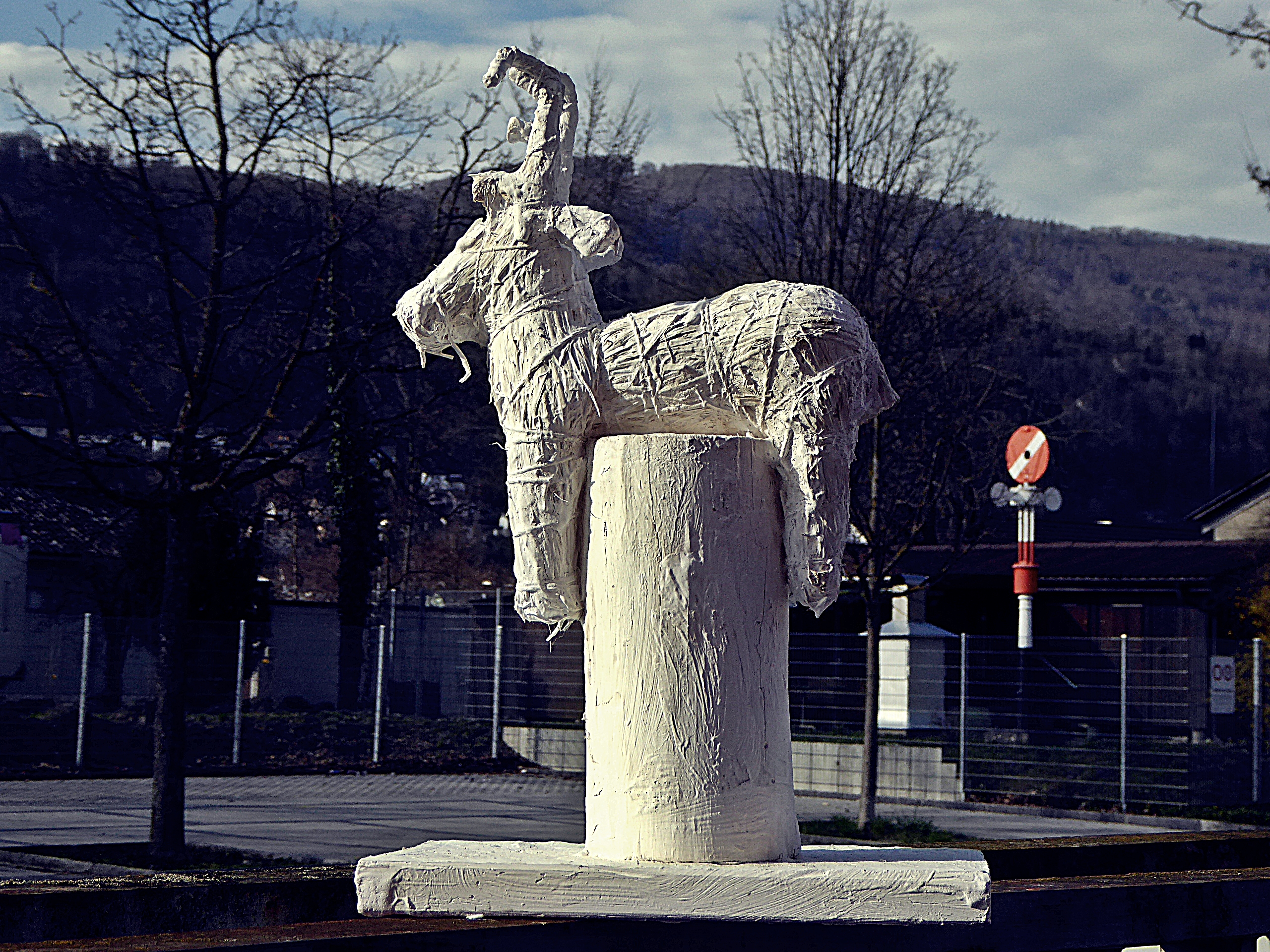
2014, Sculpture »Deer«, Skulpturenpark Kunsthalle Olten

- 2014, Sculpture »Deer«, Skulpturenpark Kunsthalle Olten 1994: 13 Kunstschaffende, Visarte Solothurn, Stadthaus Olten
- 1995: Das dunkle Fest des Lebens, Ausstellung zur Buchvernissagen von Gerhard Meier, Kunstmuseum Solothurn
- 1996: Aargauer Künstler, Jahresausstellung, Aargauer Kunsthaus
- 1998: Etappenbericht, Visarte Solothurn, Stadthaus Olten
- 1998: Diese Kunst sammelt Grenchen, Kunsthaus Grenchen
- 2001: Jahresausstellung der Solothurner Künstlerinnen und Künstler, Kunstmuseum Olten
- 2004: Solothurner Druckgrafik, Jubiläumsausstellung 20 Jahre Kunsthaus Grenchen
- 2005: New Asian Contemporary Art, Modern Art Gallery, Bangkok, Thailand
- 2007: Rücksicht – Künstlerinnen und Künstler der Galerie Arthena, Herzogenbuchsee
- 2008: Werkschau 08, Visarte Solothurn, Stadthaus Olten
- 2009: Visarte Solothurn zu Gast, Kunstverein Galerie Alte Kirche, Härkingen

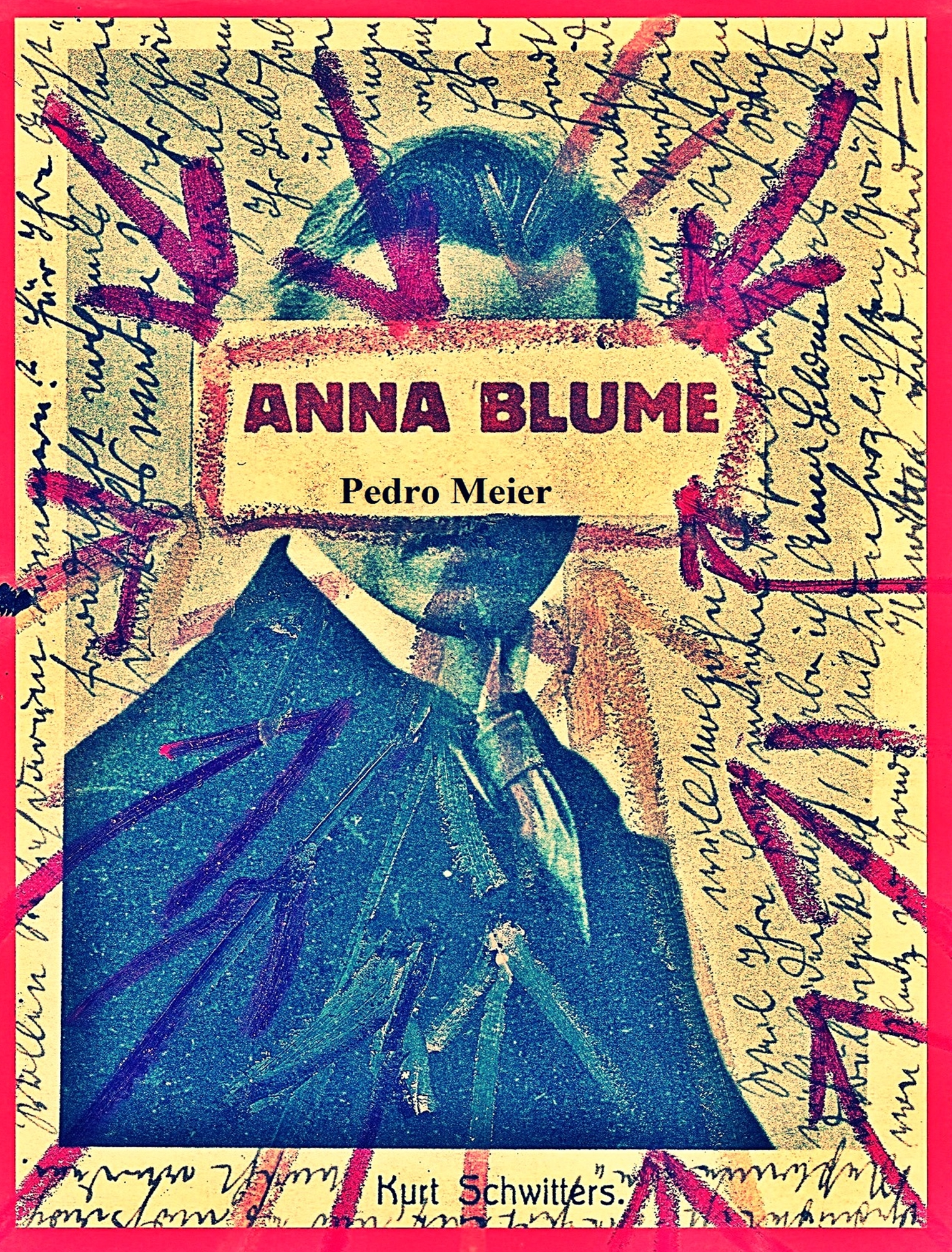
2016, Artist's books »ANNA BLUME«. Paraphrases to Kurt Schwitters. Künstlerbuch

- 2016, Artist's books »ANNA BLUME«. Paraphrases to Kurt Schwitters. Künstlerbuch2010: Werkschau 10, Visarte Solothurn, Stadthaus Olten
- 2012: Forty examples, Die Sammlung der Stiftung, Kunsthaus Grenchen
- 2014: Jubiläumsausstellung 25 Jahre Räberstöckli, Kunstverein, Niederbipp
- 2015: Künstler und Künstlerinnen der Visarte Solothurn, Martins Galerie, Olten
- 2015: Aus erster Hand, Künstlerhaus S11, Solothurn
- 2016: 90 Jahre Visarte Solothurn, Stadthaus Olten
- 2016: Virtuos-Virtuell, Online-Kunstprojekt der Visarte Solothurn
- 2016: Kettenreaktion, Galerie Kesselhaus, Art Campus Attisholz, Riedholz
- 2017: Schwarz-Weiss, Visarte Solothurn, Kunstverein Olten
- 2017: 100 Jahre Gerhard Meier – Der Weltenbürger aus Amrain, Eröffnung durch Franz Hohler, Räberstöckli Kunstverein, Niederbipp[9]
- 2018: Sind Farben rezeptpflichtig? Visarte Solothurn, Kunstverein Olten
- 2018: Art Walk – Kunstmonat September, Bremgarten AG
- 2018: Digital Pictures, 21. Triennale Grenchen, Kunsthaus Grenchen
- 2018: Tendenzen der Vervielfältigung, 21. Triennale Grenchen
- 2019: Ist Kunst eine Baustelle? Visarte Solothurn, Künstlerhaus S11, Solothurn
- 2019: Arealfotos, Galerie Kesselhaus, Kettenreaktion, Art Campus Attisholz, Riedholz
- 2019: Luftwurzeln, Pedro Meier Rauch-Performance, Land Art, Biel-Bienne
- 2019: Zeichnungen, Visarte Solothurn, Kunstverein Olten
- 2019: PhotoArt-Ausstellung, Art Campus Attisholz, Riedholz
- 2020: Kunstrausch, Galerie 16b, Zürich
- 2020: Überleben, Visarte Solothurn, Schlösschen Vorder-Bleichenberg, Biberist
- 2021: Ernte 21, Visarte Solothurn, Kunstverein Olten
- 2021: Bilder-Ausstellung Visarte Bern, Kunstraum Galerie STALL5, Bümpliz, Bern
- 2021: Xylographische Druckgrafik, 22. Triennale Grenchen
- 2022: Hommage an Dani Jehle, Galerie Löiegruebe, Solothurn
- 2022: SecondArt, Kulturmuseum, Galerie Vidmarhallen, Bern
- 2022: Gruppenausstellung, Galerie 16b, Zürich
- 2023: Windorgel Installation und Performance, Land Art, Roggwil BE
- 2023: Sprechen Sie Deutsch? Visarte Solothurn zusammen mit der Visarte Jura, Kunstraum Delémont
- 2023: Parlez-vous Français? Visarte Jura zusammen mit der Visarte Solothurn, Kunstverein Galerie Alte Kirche, Härkingen
- 2023: Jahresausstellung der Solothurner Künstlerinnen und Künstler, Kunstmuseum Olten
- 2024: Sternschnäppli, Galerie 16b, Zürich
- 2024: Oberaargauer Kunstmonat, Räberstöckli Kunstverein, Niederbipp
- 2024: Oberaargauer Kunstschaffende, Jahresausstellung, 30. November bis 28. Dezember, Kurator Reto Bärtschi, Kunsthalle Langenthal
- 2024: Cantonale Berne Jura, Jahresausstellung der zeitgenössischen Kunst aus den Kantonen Bern und Jura, 05.12.24 bis 26.01.25, Kurator Raffael Dörig, Kunsthaus Langenthal